# Operation Clarion
Operation Clarion (deutsch ‚Fanfare‘) war der Codename der größten und weiträumigsten anglo-amerikanischen Luftangriffskampagne im Zweiten Weltkrieg am 22. und 23. Februar 1945. Das Ziel war die Zerstörung zahlreicher Verkehrsanlagen innerhalb von 48 Stunden im Deutschen Reich. Gleichzeitig sollte die absolute Luftüberlegenheit der alliierten Luftstreitkräfte demonstriert werden.

## Planung

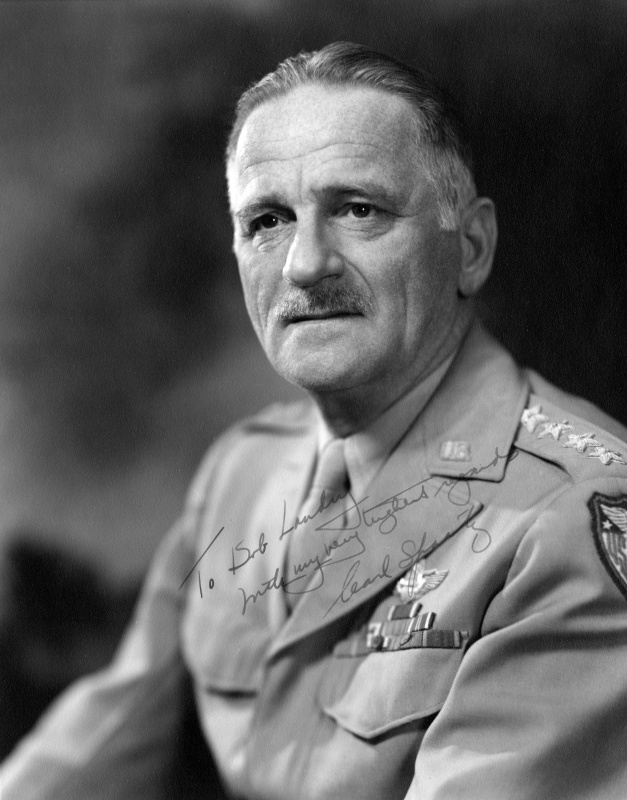
Carl Spaatz

General Henry H. Arnold, von 1938 bis 1946 Kommandeur des USAAC (ab 1941 der United States Army Air Forces, USAAF), schlug im September 1944 vor, bei gutem Flugwetter mit einem Großaufgebot von US-amerikanischen und britischen Bomberverbänden an einer Reihe von Tagen militärische Ziele im gesamten Deutschen Reich anzugreifen, die bisher von alliierten Luftangriffen verschont waren. Diese Operation soll die totale Luftüberlegenheit (Luftherrschaft) der Alliierten demonstrieren und den Deutschen die eigene Hilflosigkeit vor Augen führen. Ungünstiges Wetter, die Ardennenoffensive der Wehrmacht, die einen Teil der alliierten Luftstreitkräfte band und die primären Angriffe auf Ölraffinerien und andere kriegswichtige Ziele verhinderten zunächst die Luftoperation.
Anfang Februar 1945 waren die westalliierten Landstreitkräfte bereit, ihre Offensive Richtung Rhein und weiterführend nach Mitteldeutschland zu beginnen. Das Hauptquartier der alliierten Streitkräfte in Nordwesteuropa SHAEF forderte die Luftstreitkräfte auf, mit einer großangelegten Luftoperation die Kommunikations- und Transportsysteme im Deutschen Reich anzugreifen, um das Vordringen der alliierten Bodentruppen zu erleichtern. Ziele waren Transportmittel und -wege wie wichtige Brücken, Lokomotiven und Güterwagen der Deutschen Reichsbahn, Rangierbahnhöfe mit ihren Signaleinrichtungen (Stellwerke) sowie Wasserwege, Lastkähne und Binnenhäfen. Diese Ziele befanden sich überwiegend in kleineren Städten, die bisher von Luftangriffen verschont blieben. Generalleutnant Carl Spaatz, seit Januar 1944 Kommandeur der United States Strategic Air Forces in Europe, erklärte sich bereit, die Operation zu planen und durchzuführen. Den beteiligten Luftstreitkräften wurden die Primärziele und die Sekundärziele sowie Ausweichziele zugewiesen. Die Operation erhielt den Codenamen „Clarion“ (Kriegstrompete).

## Durchführung

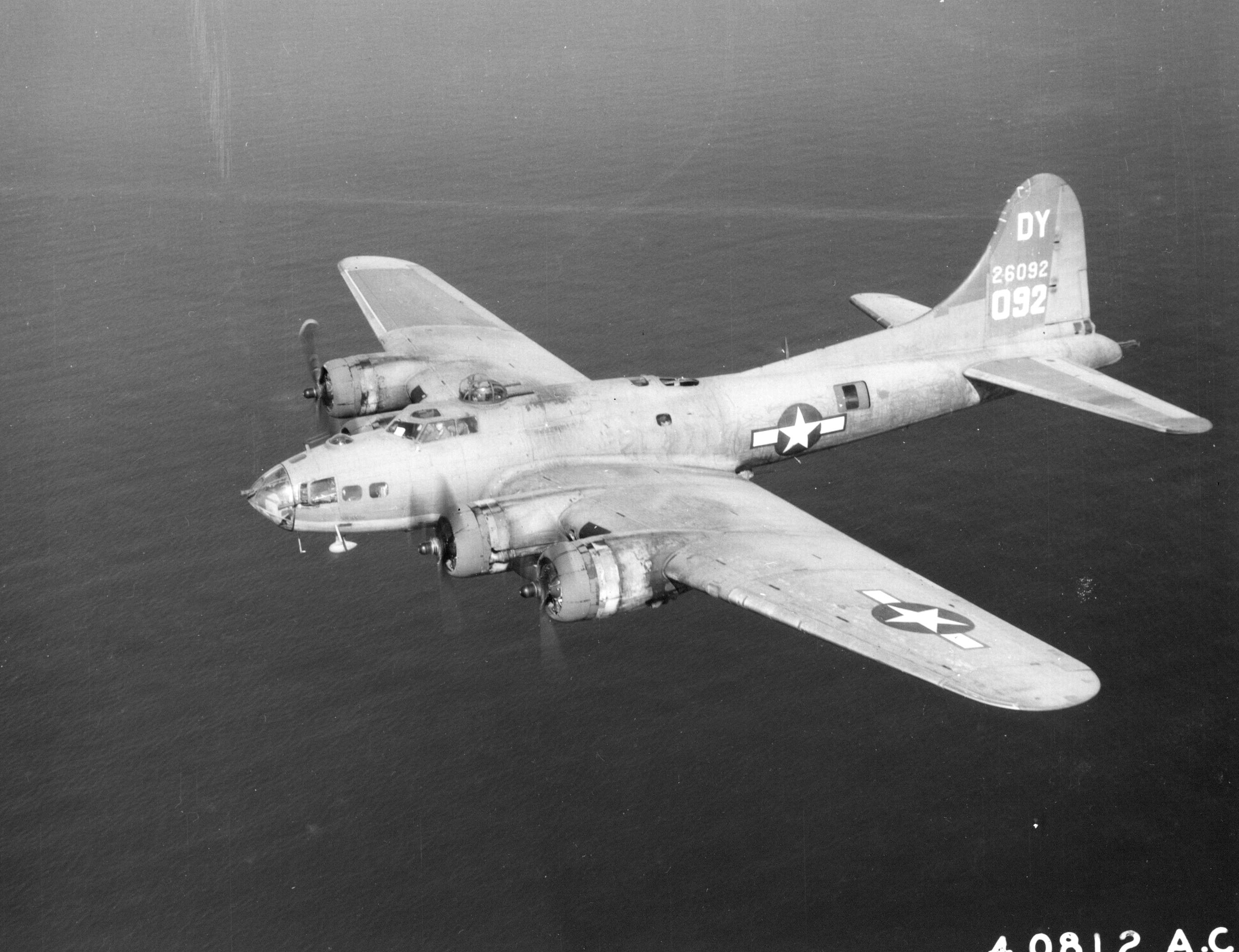
Die B-17„Flying Fortress“

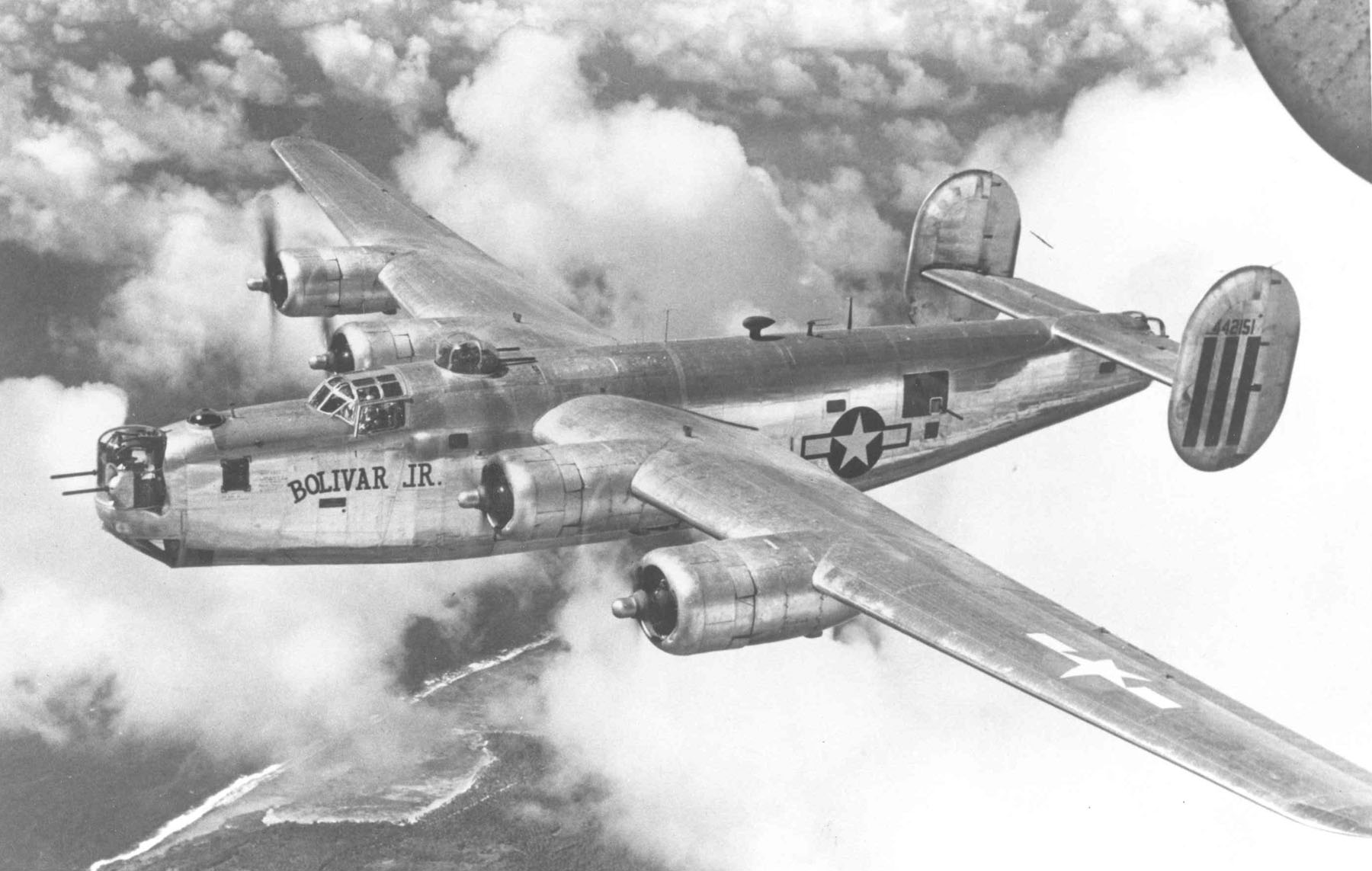
Die B-24 „Liberator“

Die Operation „Clarion“ fand am 22. und 23. Februar 1945 jeweils am Tage statt. Mit zusammen rund 9000 Einsätzen griffen an diesen beiden Tagen 3500 Bomber und rund 3000 Kampfflugzeuge der United States Army Air Forces (USAAF) und der Royal Air Force (RAF) zahlreiche Bahnknoten und Bahnhöfe in kleineren Städten sowie Rangierbahnhöfe, Züge, Flusstransportschiffe, Häfen, Brücken und andere wichtige Verkehrsanlagen an. Insgesamt waren es rund 200 Ziele in einem sehr großen Gebiet zwischen Emden, Berlin, Dresden, Wien, Bodensee, Mülhausen und Köln.
Beteiligt waren als strategische Luftflotten die 8th Air Force (Mittel- und Norddeutschland), die 15th Air Force (Süddeutschland) und das RAF Bomber Command (Ruhrgebiet) sowie als taktische Luftflotten die RAF Second Tactical Air Force (Nordwestdeutschland), die 9th Air Force (Westdeutschland) und die amerikanische First Tactical Air Force (Provisional) (Südwestdeutschland), stationiert auf Flugplätzen in England, Frankreich, den Niederlanden, Belgien und Italien. Eingesetzt wurden die Langstreckenbomber B-17 Flying Fortress und B-24 Liberator sowie die mittelschweren Bomber B-26 Marauder, A-20 Havoc/Boston und A-26 Invader, die jeweils rund 3 Tonnen Bomben abwerfen konnten. Die Ziele wurden entgegen der üblichen Mindest-Einsatzhöhe von durchschnittlich 6500 Metern (= 20.000 amerik. Fuß) in einer Höhe von nur 3000 bis 3900 Metern (etwa 10.000–13.000 Fuß) überflogen, um eine möglichst hohe Treffergenauigkeit zu erreichen.
Folgende Daten stammen von den unten genannten Quellen aus dem National Archives and Records Administration in College Park in Maryland, USA, und dem Operations-Archiv der 8th Air Force.

### 22. Februar 1945
Die 8th Air Force setzte effektiv 1372 B-17- und B-24-Bomber und 817 Kampfflugzeuge gegen 41 Ziele in Nord- und Mitteldeutschland ein, darunter mehr als 20 Rangierbahnhöfe. Sie verlor bei dem Einsatz lediglich einen Bomber beim Abschuss durch eine Me 262. 85 Bomber wurden durch die deutsche Flakabwehr beschädigt. Die am stärksten betroffenen Ziele an diesem Tag waren Ansbach (143 Bomber/420 Tonnen), Ulm (77/232,5 Tonnen), Wittenberge (72/216 Tonnen), Stendal (73/214 Tonnen), Uelzen (73/214,3 Tonnen), Salzwedel (59/197,5 Tonnen) und die Rangierbahnhöfe in Bamberg (64/187 Tonnen), Halberstadt (51/113,5 Tonnen), Hildesheim (54/148 Tonnen), Northeim (48/124,5 Tonnen), Peine (53/142 Tonnen), Ludwigslust (48/136 Tonnen), Kreiensen (43/131 Tonnen) und Lüneburg (39/115 Tonnen).
Die 9th Air Force war mit 465 Bombern und 1053 Kampfflugzeugen im Einsatz. Sie bombardierten zahlreiche Eisenbahnbrücken und Bahnknoten im Raum Gießen, Freiburg, Bingen und Köln und zerstörten unter anderem 118 Lokomotiven. Sie verloren im Luftkampf drei Bomber und zwölf Jagdflugzeuge, schossen dagegen 17 deutsche Flugzeuge ab.
Die 15th Air Force griff mit 774 Bombern und 300 Kampfflugzeugen 32 Verschiebebahnhöfe und eine Reihe von Bahnstrecken und Brücken im Süden des Deutschen Reiches und dem heutigen Österreich an. Es wurden 110 Lokomotiven, 40 Ölkesselwagen und 300 Eisenbahnwagen vernichtet oder beschädigt.
Die 1st Tactical Air Force setzte 171 Bomber und 782 Kampfflugzeuge und Jagdbomber auf Eisenbahnziele im Nordwesten und Westen Deutschlands ein. Es verlor dabei acht Bomber und zwei Jäger und schoss neun deutsche Flugzeuge ab. Seine Geschwader zerstörten oder beschädigten unter anderem 38 Lokomotiven, 536 Waggons und zehn Brücken. Die 2nd Tactical Air Force, gestellt von der RAF, ließ mit fast 1700 Flugzeugen Rangierbahnhöfe, Bahnhöfe und den Schienenverkehr im Nordwesten von Deutschland angreifen. Es verlor dabei 21 de Havilland DH.98 Mosquitos und zwölf Jagdflugzeuge; sechs deutsche Flugzeuge wurden abgeschossen. Zerstört oder beschädigt wurden 166 Lokomotiven, 877 Waggons und 94 Lastkähne.
Die restliche Bomberflotte der Alliierten stellte die RAF, deren Maschinen in Westdeutschland und hier überwiegend im Ruhrgebiet operierten. Hier bombardierten 34 Lancaster mit einer Eskorte von 115 P-51-Jagdflugzeugen ohne Verluste die beiden Eisenbahnviadukte bei Altenbeken und Bielefeld. Weitere 85 Lancasters, von 49 Spitfires geschützt, warfen über 383 Tonnen Bomben auf das Stadtgebiet und eine Benzol-Anlage in Gelsenkirchen ab. Dabei verloren sie eine Maschine. Die Benzol-Anlage in Osterfeld wurde von 75 Lancasters angegriffen, die von 48 Spitfires und P-51 eskortiert wurden und 333 Tonnen abwarfen.

### 23. Februar 1945
Am 23. Februar wurde die Operation Clarion in einem kleineren Umfang fortgeführt und beendet.
Die 8th Air Force setzte an diesem Tag 1211 Bomber und 492 Kampfflugzeuge ein, um Eisenbahnknoten und Rangierbahnhöfe im zentralen Deutschland anzugreifen. Auf die zugewiesenen Primärziele und zahlreiche Gelegenheitsziele warfen die Bomber 3316,4 Tonnen Bomben ab. Mehr als 130 Tonnen fielen auf jeden der Rangierbahnhöfen in Kitzingen (183 Bomber/548,3 Tonnen), Plauen (110/325 Tonnen), Ansbach (109/297 Tonnen), Paderborn (104/231 Tonnen), Crailsheim (90/226,5 Tonnen), Neumarkt (74/210,7 Tonnen), Treuchtlingen (61/175 Tonnen), Meiningen (49/145,5 Tonnen), Osnabrück (50/136,5 Tonnen) und Weimar (57/135,7 Tonnen). Auch schwer bombardiert wurden die Bahnanlagen in Würzburg (37/111 Tonnen), Gera (46/107,8 Tonnen), Ellingen (25/70 Tonnen), Jena (25/60 Tonnen), Schwäbisch Hall (24/70 Tonnen), Schlüchtern (20/56,5), Adelsberg (12/35 Tonnen), Hildburghausen (12/33 Tonnen), Lichtenfels (13/39 Tonnen) und Schweinfurt (12/35,5 Tonnen). Auf eine Eisenbahnbrücke in Oettingen warfen 48 Bomber 140,5 Tonnen Bomben ab. Die begleitenden Kampfflugzeuge zerstörten oder beschädigten 31 Lokomotiven, 141 Waggons und 17 Ölkesselwagen. Teile der historischen Altstadt wurden ebenfalls zerstört. Das eigentliche Ziel, die Zerstörung der Straßen- und Eisenbahnbrücke über die Wörnitz wurde jedoch nicht erreicht.
Die 9th Air Force setzte mehr als 2300 mittlere Bomber, Jäger und Jagdbomber ein. Die 15th Air Forcee griff mit 455 schweren Bombern acht Transportziele im südlichen Deutschland an.
Die 1st Tactical Air Force griff mit 905 Kampfflugzeugen Brücken, Tankstellen und Geschützstellungen in Westdeutschland an und betrieb Luftaufklärung für die Bodenstreitkräfte. Die Jäger schossen 17 deutsche Flugzeuge im Luftkampf ab und zerstörten sieben Lokomotiven sowie 323 Waggons. Die 2nd Tactical Air Force der Royal Air Force setzte 179 Flugzeuge zur bewaffneten Aufklärung in Dülmen, Paderborn, Köln, Düren und Münster ein und griff Eisenbahnbrücken und Munitionsdepots an.
Die Royal Air Force bombardierte am zweiten Tag mit 324 Bombern, eskortiert von 119 Spitfires und P-51, mit 1170 Tonnen Bomben Essen und mit 130 Lancasters, von 33 Spitfires begleitet, mit 580 Tonnen die Benzol-Anlage in Gelsenkirchen. Die RAF verlor dabei einen Halifax-Bomber.

## Ergebnis
Das deutsche Verkehrsnetz wurde durch die Operation Clarion bei geringen Verlusten der Alliierten sehr stark getroffen, aber nur für wenige Tage lahmgelegt. Das britische Joint Intelligence Committee (JIC) kam zu dem Ergebnis, dass die Operation keine ernsthafte Beeinträchtigung der deutschen Infrastruktur zur Folge hatte. Marschall Charles Portal, Stabschef der Royal Air Force, riet trotz gegenteiliger Meinung von Spaatz von weiteren Operationen dieser Art ab, was auch eintraf.
In folgenden Städten forderten die Bombardements zahlreiche Todesopfer: Kitzingen (etwa 700 Tote), Ansbach (445 Tote), Hof (312 Tote), Plauen (387 Tote), Crailsheim (61 Tote), Neumarkt in der Oberpfalz (etwa 500 Tote), Treuchtlingen (586 Tote), Meiningen (208 Tote), Oettingen (199 Tote), Halberstadt (172 Tote), Salzwedel (300 Tote), Stendal (200 Tote), Ludwigslust (200 Tote).
Zudem wurde am 23. Februar 1945 die kleine Stadt Ellingen bombardiert. Dies geschah durch einen Fehler der britischen Luftstreitkräfte. In diesen Städten wurden die Bahnanlagen stark zerstört und sind in der Auswertung der Operation Clarion als „effective“ bezeichnet. Hohe Opferzahlen ergaben sich durch die Lage von Bahnhöfen mitten in der Stadt oder den Aufenthalt zahlreicher Reisenden im Bahnhof zum Zeitpunkt des Angriffs. Amerikanische Bomberpiloten bombardierten in Unkenntnis über deren geografische Lage irrtümlich auch ein Ziel in der Schweiz (siehe Alliierte Bombenabwürfe auf die Schweiz).